# Teoría de la emisión (visión)

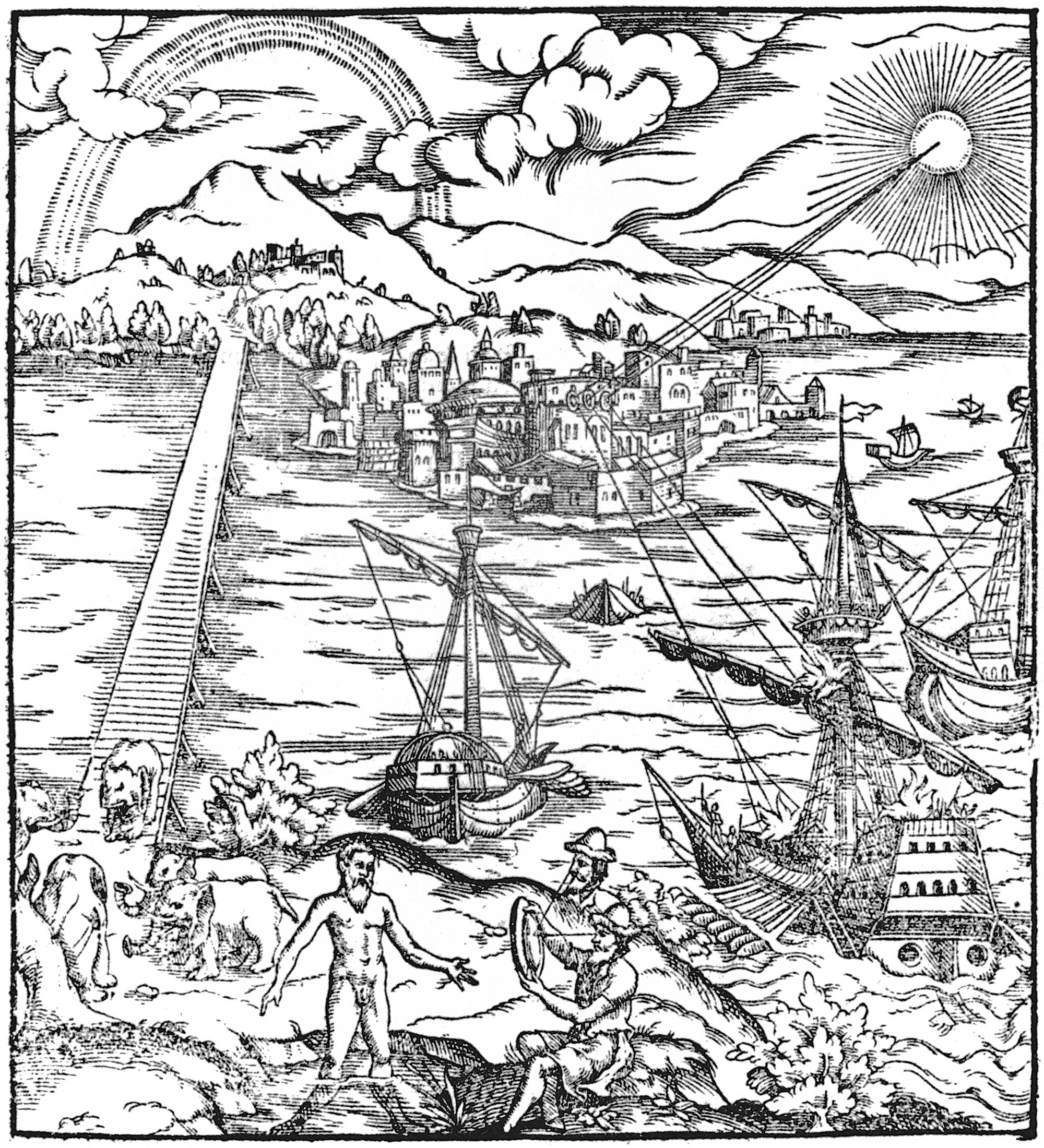
Portada del Opticae Thesaurus, que incluyó la primera traducción al latín impresa del Libro de Óptica de Alhacén. La ilustración incorpora muchos ejemplos de los fenómenos ópticos, como los espejos ustorios incendiando unas naves, el arcoíris, los espejos, y la refracción.

La teoría de la emisión (también denominada en ocasiones teoría de la extromisión) es un antiguo postulado que afirma que la percepción visual se produce gracias a unos "rayos visuales" emitidos por los ojos. Esta teoría rivalizó durante siglos, y acabó siendo desbancada, por la teoría de la intromisión, que sostiene que la percepción visual proviene de algo capaz de representar los objetos que se introduce en los ojos (más adelante se estableció que ese "algo" son los rayos de luz reflejados). La física moderna ha confirmado que la luz es físicamente transmitida por los fotones procedentes de una fuente luminosa, como el sol, que ilumina los objetos visibles, y que pueden ser captados por un detector, como un ojo humano o también una cámara fotográfica.

## Historia
En el siglo quinto a. C., el filósofo griego Empédocles postulaba que todos los seres materiales del universo estaban compuestos por cuatro elementos: fuego, aire, tierra, y agua. Sostenía que la diosa Afrodita creó los ojos humanos sin utilizar ninguno de los cuatro elementos, y que  encendió en ellos una llama especial que brillaba hacia el exterior, haciendo la vista posible. Se le argumentó que si esto fuera cierto, entonces se podría ver por la noche tan bien como durante el día, a lo que Empédocles contestaba que existía una interacción entre los rayos de los ojos y los rayos luminosos del sol.
El sol es un elemnto de visison
Alrededor del año 400 a. C., la teoría de la emisión fue defendida por Platón.
Alrededor del 300 a. C., Euclides escribió su tratado sobre la Óptica, en el que estudió las propiedades de la luz. Postuló que la luz viaja en líneas rectas y describió las leyes de la reflexión y las estudió matemáticamente. Cuestionó que la vista fuese el resultado de un haz de rayos emitidos por los ojos, preguntándose por qué uno ve las estrellas inmediatamente si se cierran y se abren los ojos por la noche.

En el año 55 a. C., Lucrecio, un seguidor romano de las ideas de los primitivos atomistas griegos, escribió:
La luz y el calor del sol; están compuestos por átomos diminutos que, cuando son expulsados, no requieren ningún tiempo para recorrer el espacio de aire en la dirección impartida por el impulso.– Sobre la naturaleza del Universo
A pesar de ser similar a teorías corpusculares posteriores, los puntos de vista de Lucrecio no fueron generalmente aceptados; y la luz siguió siendo todavía explicada como una emanación de los ojos.
Tolomeo (hacia el siglo II) escribió sobre la refracción de la luz y desarrolló una teoría de la visión según la cual, los objetos pueden ser observados gracias a los rayos de luz emitidos por los ojos.
Galeno, también en el siglo II, también fue partidario de la teoría de la extromisión. Debido a su autoridad como médico, su punto de vista ejerció una influencia considerable en Europa durante gran parte del milenio siguiente.

## Argumentos a favor de la teoría
Los partidarios de la teoría de la emisión citaron al menos dos líneas de razonamiento evidentes para ellos.
Se dice que la costumbre del saludo militar habitual entre los soldados griegos, alzando la mano para dejar sus ojos "en la sombra", servía para protegerlos de los potentes "rayos de luz" emitidos por el intenso brillo de los ojos de sus comandantes, superchería que ignoraba que el gesto deriva de la Edad Media: el alzado de la visera del yelmo marcial para que los caballeros pudieran reconocerse y hablar claramente.[cita requerida] La luz reflejada por los ojos de algunos animales (como los gatos, cuyos ojos la ciencia moderna ha determinado que son altamente reflectantes) también podían ser vistos en la "oscuridad". Los partidarios de la teoría de la intromisión, contrarrestaban estos razonamientos afirmando que si la teoría de la emisión fuera cierta, entonces alguien con ojos débiles tendría su visión mejorada cuando alguien con buena vista contemplara simultáneamente los mismos objetos.
Una gran parte de los especialistas en el tema opina que la versión de la teoría de la emisión de Euclides era puramente metafórica, destacando solo las relaciones geométricas entre ojos y objetos. La geometría de la óptica clásica es equivalente a considerar que la luz queda modelada por su recorrido, pero que en ningún caso es un objeto en movimiento.
La medición de la velocidad de la luz fue una línea de evidencia que acabó relegando la teoría de la emisión a la condición de una metáfora más.

## Refutación
Alhacén, en el siglo XI d. C., fue la primera persona que explicó que la visión es debida a que la luz se refleja en los objetos y desde allí se dirige a los ojos.
Isaac Newton, John Locke y otros pensadores del siglo XVIII, por contraste, sostuvieron firmemente más allá de que la visión fuese solo intromisiva o extromisiva, que los rayos de luz que permiten ver los objetos estaban compuestos de una sustancia real en forma de corpúsculos, que llegaban a la mente del observador a través de sus ojos.

## Persistencia de la teoría
Winer (2002) ha encontrado evidencias de que al menos el 50% de los adultos creen en la teoría de la emisión.